# Доминик Мезон
Доминик Мезон (на френски: Dominique Maisons) е френски редактор, продуцент на филми и музика, преводач на комикси и писател на произведения в жанра трилър, криминален роман и исторически роман.

## Биография и творчество
Доминик Мезон е роден на 6 август 1971 г. в Париж, Франция.
След дипломирането си работи като редактор в издателската индустрия, преводач на комикси, както и 10 години в областта на музиката. Продуцирал е игралния филм, френско-китайски трилър „Окото на тишината“, както и DVD-тата на документалния филм „Личният живот на животните“ от Патрик Бучитей.
Първият му роман „Le Psychopompe“ (Психопомпата) е издаден през 2011 г. Романът получава престижното жанрово отличие за дебютиращи автори на трилъри – „Гран При VSD“.
Романът му „On se souvient du nom des assassins“ (Помним имената на убийците) получава наградата „Griffe noire“ (Черен нокът) за най-добър исторически роман.

## Произведения

### Самостоятелни романи
- Le Psychopompe (2011) – голямата награда на списание VSD за трилър за дебют
- Rédemption. (2012)
- Le Festin des fauves (2015)
Пирът на зверовете, изд. „Милениум“ (2017), прев. Александра Желева
- On se souvient du nom des assassins (2016) – награда „Griffe noire“
- Tout le monde aime Bruce Willis (2018)
- Avant les diamants (2020)

### Новели
- „La Salsa du Démon“ в „Nouvelles intrigues“ (2011)